# إبيراردو فيلالوبوس
إيبيراردو فيالوبوس تشاد (بالإسبانية: Eberardo Villalobos) (1 أبريل 1908 – 26 يونيو 1964) لاعب كرة قدم تشيلي راحل كان يجيد اللعب في خط الهجوم .
لعب طوال مسيرته الرياضية في نادي رينجرز . شارك مع منتخب تشيلي في بطولة كأس العالم 1930 في الأوروغواي .

## وصلات خارجية
- إبيراردو فيلالوبوس على موقع الاتحاد الدولي (مؤرشف)  (الإنجليزية)
- إبيراردو فيلالوبوس على موقع قاعدة بيانات كرة القدم.إي يو (الإنجليزية)
- إبيراردو فيلالوبوس على موقع Soccerway.com (الإنجليزية)
- إبيراردو فيلالوبوس على موقع عالم كرة القدم.نت (الإنجليزية)